# I Wanna Dance (Melodie MC)
I Wanna Dance is een nummer van de Zweedse artiest Melodie MC uit 1994. Het is de vierde single van zijn debuutalbum Northland Wonderland.
"I Wanna Dance" is een vrolijk eurodancenummer dat in diverse landen een (bescheiden) hit werd. Zo bereikte het de 6e positie in Zweden, het thuisland van Melodie MC. In de Nederlandse Top 40 bereikte het de 8e positie, terwijl het in de Vlaamse Radio 2 Top 30 minder succes had met een 27e positie.

## Tracklijst
- 12"

1. "I Wanna Dance" (X-10-De-version) – 6:35
2. "I Wanna Dance" (radioversie) – 4:34
3. "I Wanna Dance" (Statikk vs. Tom Droid version) – 6:43

- Cd-single

1. "I Wanna Dance" (Radio) – 4:34
2. "I Wanna Dance" (X-10-DED) – 6:35